# Metcalfe megye
Metcalfe megye az Amerikai Egyesült Államokban, azon belül Kentucky államban található. Megyeszékhelye és legnagyobb városa Edmonton. Lakosainak száma 10 286 fő (2020. április 1.).

## Szomszédos megyék
- Hart megye (északnyugat)
- Green megye (északkelet)
- Adair megye (kelet)
- Cumberland megye (délkelet)
- Monroe megye (dél)
- Barren megye (nyugat)

## Népesség
A megye népességének változása:
| Lakosok száma | 10 119 | 10 068 | 9979 | 9983 | 9909 | 10 286 |
|               | 2010   | 2011   | 2012 | 2013 | 2015 | 2020   |